# David J. Buck

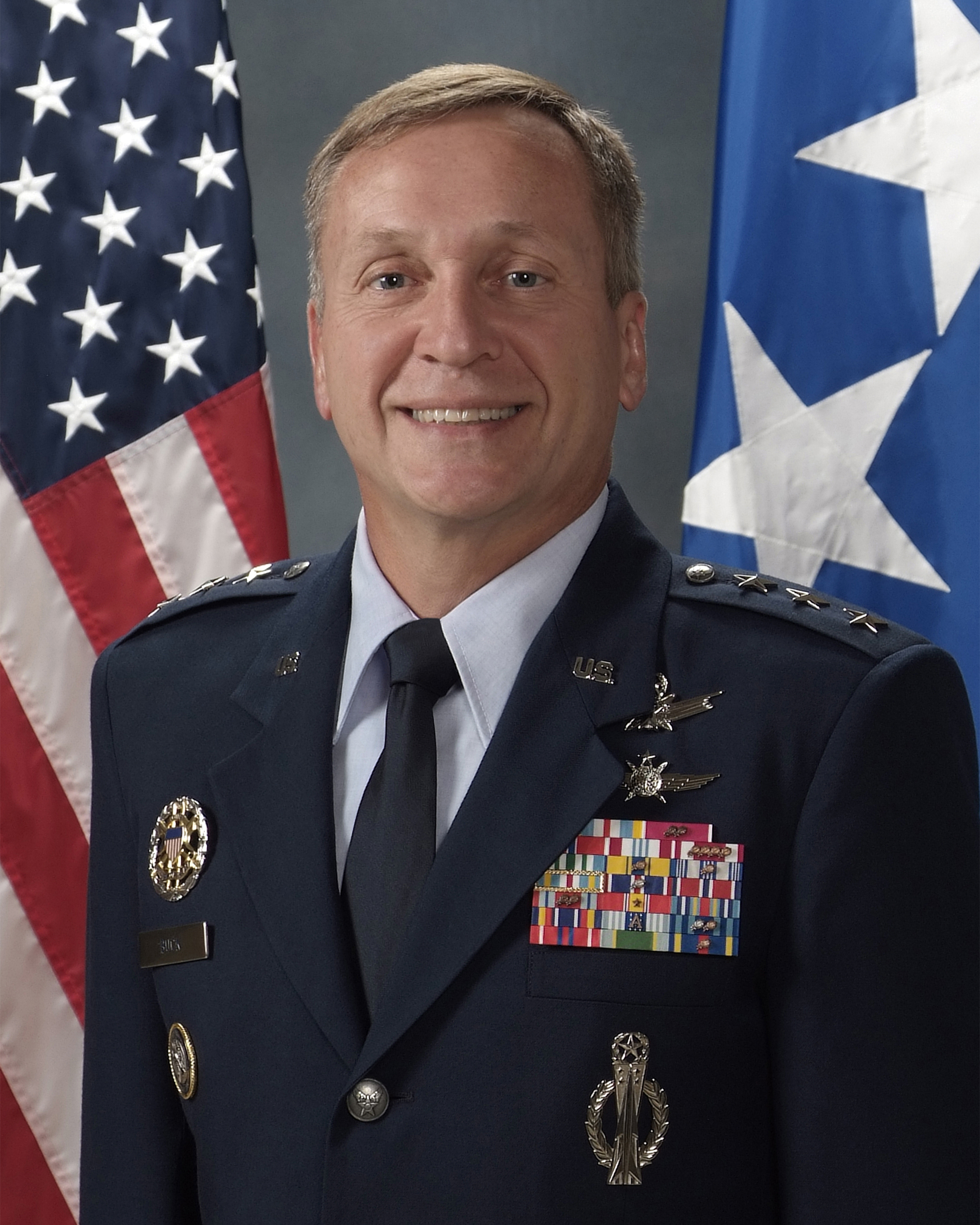
David J. Buck (2015)

David J. Buck (* um 1964) ist ein pensionierter Generalleutnant der United States Air Force. Er war unter anderem Kommandeur der 14. Luftflotte.
Über die Officer Training School gelangte er im Jahr 1986 in das Offizierskorps des United States Air Force. Dort durchlief er anschließend alle Offiziersränge vom Leutnant bis zum Drei-Sterne-General.
Im Lauf seiner militärischen Karriere absolvierte er verschiedene Kurse und Schulungen. Dazu gehörten unter anderem eine Ausbildung an der Squadron Officer School auf der Maxwell Air Force Base in Alabama; das Naval War College in Newport in Rhode Island; das Industrial College of the Armed Forces in Fort Lesley J. McNair in Washington, D.C.; der Air Force Senior Leadership Course in Greensboro in North Carolina und der Leadership at the Peak Course in Colorado Springs in Colorado. Außerdem erhielt er akademische Grade von der Kansas Newman University, der University of South Dakota, der George Washington University, der University of Virginia und der Harvard Kennedy School.
In seinen frühen Jahren als Offizier der Luftwaffe war er auf verschiedenen Stützpunkten in den Vereinigten Staaten stationiert. Dabei war er vor allem in administrativen Bereichen und als Stabsoffizier eingesetzt. Im Gegensatz zu vielen anderen Offizieren der Air Force war er kein Pilot. Zwischen Juni 2003 und Juni 2005 war er Stabsoffizier in der Abteilung J5 der Joint Chiefs of Staff in Washington, D.C. Dabei leitete er die Unterabteilung für multilaterale Angelegenheiten (Chief, Multilateral Affairs Division).
Im Juni 2005 wurde er auf die Thule Air Base auf Grönland versetzt. Dort kommandierte er bis zum Juni 2006 die 821st Air Base Group. Es folgte eine Versetzung zum damaligen Air Force Space Command der auf der Peterson Air Force Base in Colorado angesiedelt war. Zwischen Juni 2006 und August 2007 gehörte er dessen Stabsabteilung für strategische Planungen und Programme an (Strategic Plans and Programs). Danach war er bis zum Juni 2008 stellvertretender Kommandeur des 50. Raumgeschwaders (50th Space Wing) das auf der Schriever Air Force Base, ebenfalls in Colorado, stationiert war.
Daran schloss sich eine Versetzung zur Vandenberg Air Force Base in Kalifornien an. Dort kommandierte David Buck zwischen Juni 2008 und April 2010 das 30. Raumgeschwader (30th Space Wing). Es folgte eine Versetzung in den Nahen Osten. Bis zum Mai 2011 war er dort Abteilungsleiter der Weltraumstreitkräfte (Director of Space Forces) des U.S. Air Forces Central Commands. Seine nächste Mission führte ihn auf die Nellis Air Force Base in Nevada. Ab Juni 2011 bis Mai 2013 war er dort stellvertretender Kommandeur des United States Air Force-Warfare-Centers.
Anschließend kehrte er auf die Peterson AFB zurück. Dort leitete er bis zum August 2014 die Stabsabteilung für Luft-, Raum- und Cyberspace-Operationen beim Air Force Space Command. Anschließend war er bis zum August 2015 stellvertretender Kommandeur dieses Kommandos. Am 14. August 2015 übernahm David Buck auf der Vandenberg AFB als Nachfolger von John W. Raymond das Kommando über die 14. Luftflotte. Gleichzeitig kommandierte er dort das Joint Functional Component Command for Space das dem United States Strategic Command unterstand. Diese Ämter bekleidete er bis zum 1. Dezember 2017, als er von Stephen Whiting abgelöst wurde. Zum 1. Februar 2018 schied er aus dem aktiven Militärdienst aus.
Nach seiner Pensionierung wurde David Buck Präsident der Firma BRPH Mission Solutions. Diese ist auf dem Sektor der nationalen Sicherheit sowie der nuklearen Luft- und Weltraumverteidigung tätig.

## Daten der Beförderungen
| Abzeichen | Rang               | Jahr            |
| --------- | ------------------ | --------------- |
|           | Second Lieutenant  | 10. Juni 1986   |
|           | First Lieutenant   | 10. Juni 1988   |
|           | Captain            | 10. Juni 1990   |
|           | Major              | 1. August 1996  |
|           | Lieutenant Colonel | 1. Mai 2000     |
|           | Colonel            | 1. Juli 2005    |
|           | Brigadier General  | 6. Mai 2011     |
|           | Major General      | 8. August 2014  |
|           | Lieutenant General | 14. August 2015 |

## Orden und Auszeichnungen
David Buck erhielt im Lauf seiner militärischen Laufbahn unter anderem folgende Auszeichnungen:
- Air Force Distinguished Service Medal
- Defense Superior Service Medal
- Legion of Merit
- Bronze Star Medal
- Defense Meritorious Service Medal
- Meritorious Service Medal
- Joint Service Commendation Medal
- Air Force Commendation Medal
- Air Force Achievement Medal
- Joint Meritorious Unit Award
- Air Force Outstanding Unit Award
- Organizational Excellence Award
- Combat Readiness Medal
- National Defense Service Medal
- Global War on Terrorism Expeditionary Medal
- Global War on Terrorism Service Medal
- Air Force Longevity Service Award